# Runcorn-Gletscher
Der Runcorn-Gletscher ist ein Gletscher an der Black-Küste des Palmerlands auf der Antarktischen Halbinsel. Er fließt westlich der Hess Mountains in südöstlicher Richtung zum Beaumont-Gletscher, den er kurz vor der Einmündung in das Kopfende des Hilton Inlet erreicht.
Der United States Geological Survey kartierte den Gletscher anhand von Luftaufnahmen der United States Navy aus den Jahren von 1966 bis 1969. Der British Antarctic Survey nahm zwischen 1972 und 1973 Vermessungen vor. Das UK Antarctic Place-Names Committee benannte sie 1978 nach dem britischen Geophysiker Stanley Keith Runcorn (1922–1995), der von 1956 bis 1985 an der University of Newcastle tätig war.